# BARHL2
BARHL2 (англ. BarH like homeobox 2) – білок, який кодується однойменним геном, розташованим у людей на короткому плечі 1-ї хромосоми.  Довжина поліпептидного ланцюга білка становить 387 амінокислот, а молекулярна маса — 41 981.
| 10         |  | 20         |  | 30         |  | 40         |  | 50         |
| ---------- |  | ---------- |  | ---------- |  | ---------- |  | ---------- |
| MTMEGASGSS |  | FGIDTILSSA |  | SSGSPGMMNG |  | DFRPLGEART |  | ADFRSQATPS |
| PCSEIDTVGT |  | APSSPISVTM |  | EPPEPHLVAD |  | ATQHHHHLHH |  | SQQPPPPAAA |
| PTQSLQPLPQ |  | QQQPLPPQQP |  | PPPPPQQLGS |  | AASAPRTSTS |  | SFLIKDILGD |
| SKPLAACAPY |  | STSVSSPHHT |  | PKQESNAVHE |  | SFRPKLEQED |  | SKTKLDKRED |
| SQSDIKCHGT |  | KEEGDREITS |  | SRESPPVRAK |  | KPRKARTAFS |  | DHQLNQLERS |
| FERQKYLSVQ |  | DRMDLAAALN |  | LTDTQVKTWY |  | QNRRTKWKRQ |  | TAVGLELLAE |
| AGNYSALQRM |  | FPSPYFYHPS |  | LLGSMDSTTA |  | AAAAAAMYSS |  | MYRTPPAPHP |
| QLQRPLVPRV |  | LIHGLGPGGQ |  | PALNPLSSPI |  | PGTPHPR    |  |            |

A: Аланін

C: Цистеїн

D: Аспарагінова кислота

E: Глутамінова кислота

F: Фенілаланін

G: Гліцин

H: Гістидин

I: Ізолейцин

K: Лізин

L: Лейцин

M: Метіонін

N: Аспарагін

P: Пролін

Q: Глутамін

R: Аргінін

S: Серин

T: Треонін

V: Валін

W: Триптофан

Задіяний у таких біологічних процесах як транскрипція, регуляція транскрипції. 
Білок має сайт для зв'язування з ДНК. 
Локалізований у ядрі.